# Elect the Dead
Elect the Dead (в переводе с англ. — «Избрать Мертвых») — дебютный сольный альбом рок-музыканта Сержа Танкяна, выпущенный 23 октября 2007 года.

## Музыкальные видео
На каждую песню со стандартной версии альбома различными режиссёрами были сняты музыкальные видео. Серж Танкян: «Я попросил режиссёров создать визуальную интерпретацию моей работы. Я предложил им сотворить все, что только заблагорассудится, а не заниматься трактовкой. Результаты превзошли все ожидания!». Практически все видеоролики уже опубликованы на его официальном веб-сайте и официальном канале на YouTube.

## Список композиций
Слова и музыка всех песен — Сержа Танкяна.
| №                   | Название                                                                                 | Длительность |
| ------------------- | ---------------------------------------------------------------------------------------- | ------------ |
| 1.                  | «Empty Walls (Пустые стены)»                                                             | 3:49         |
| 2.                  | «The Unthinking Majority (Недумающее большинство)»                                       | 3:46         |
| 3.                  | «Money (Деньги)»                                                                         | 3:53         |
| 4.                  | «Feed Us (Кормишь нас)»                                                                  | 4:31         |
| 5.                  | «Saving Us (Спасая нас)»                                                                 | 4:41         |
| 6.                  | «Sky Is Over (Исчезающее небо)»                                                          | 2:57         |
| 7.                  | «Baby (Малышка)»                                                                         | 3:31         |
| 8.                  | «Honking Antelope (Кричащая антилопа)»                                                   | 3:50         |
| 9.                  | «Lie Lie Lie (Ложь ложь ложь)»                                                           | 3:33         |
| 10.                 | «Praise the Lord and Pass the Ammunition (Восхваляйте Господа и передавайте боеприпасы)» | 4:23         |
| 11.                 | «Beethoven's C*** (Пи*** Бетховена)»                                                     | 3:13         |
| 12.                 | «Elect the Dead (Без выбора)»                                                            | 2:54         |
| Общая длительность: | Общая длительность:                                                                      | 45:03        |

| №                   | Название                            | Длительность |
| ------------------- | ----------------------------------- | ------------ |
| 1.                  | «Blue (Синие)»                      | 2:45         |
| 2.                  | «Empty Walls» (Акустическая версия) | 3:46         |
| 3.                  | «Feed Us» (Акустическая версия)     | 4:21         |
| 4.                  | «Falling Stars (Падающие звезды)»   | 3:05         |
| Общая длительность: | Общая длительность:                 | 14:17        |

| №                   | Название                                 | Длительность |
| ------------------- | ---------------------------------------- | ------------ |
| 13.                 | «The Reverend King (Преподобный король)» | 2:49         |
| Общая длительность: | Общая длительность:                      | 47:52        |

## Позиции в чартах
| Год  | Чарт                     | Место |
| ---- | ------------------------ | ----- |
| 2007 | Top Canadian Albums      | 3     |
| 2007 | The Billboard 200        | 4     |
| 2007 | Austrian Albums Top 75   | 5     |
| 2007 | German Albums Top 75     | 10    |
| 2007 | Swiss Albums Top 100     | 11    |
| 2007 | Finland Albums Top 40    | 12    |
| 2007 | New Zealand Albums Chart | 14    |
| 2007 | ARIA Top 50 (Australia)  | 19    |
| 2007 | France Albums Top 150    | 23    |
| 2007 | UK Albums Chart          | 26    |

## В работе над альбомом принимали участие
- Серж Танкян — гитара, бас, фортепиано, вокал, синтезатор, драм-программирование, мелодика, колокола.
- Bryan «Brain» Mantia — ударные на треках 1, 3-5 7-9, 11.
- Джон Долмаян — ударные на треках 2,4,5.
- Дэн Монти — Драм-программирование на треке 6, гитара на треках 1-4, 6, 8, 11, бас на треках 2, 6-9, 11, синтезатор на треке 6.
- Diran Noubar — соло на гитаре на треке 5.
- Ani Maldjian — вокал на треках 5 и 9.
- Cameron Stone — виолончель на треках 1, 3, 4, 6, 8, 11, 12.
- Antonio Pontarelli — скрипка на треках 1, 3, 4, 6, 8.
- Fabrice Favre — синтезатор на треке 6.
- Vlado Meller — мастеринг.
- Neal Avron, Nicholas Fournier — микширование.
- Также принимали участие: Krish Sharma, Bo Joe, Sako Karaian, Thom Russo, Craig Aaronson, George Tonikian, Sako Shahinian, Keith Aazami, Greg Watermann, Dave Holmes, Darin Harmon, Don Muller, Emma Banks, Don Passman, Gene Salomon, David Weise.